# Hans Lehrach
Hans Lehrach (* 25. November 1946 in Wien) ist ein österreichischer Genetiker und emeritierter Direktor des Max-Planck-Instituts für molekulare Genetik in Berlin.

## Leben
Lehrach begann 1965 ein Studium der Chemie in Wien. Nach der Promotion 1974 in Göttingen wurde er Wissenschaftlicher Mitarbeiter der Harvard University in Boston und leitete ab 1978 eine Arbeitsgruppe am European Molecular Biology Laboratory (EMBL) in Heidelberg. 1987 wurde er Leiter der Abteilung Genomanalyse beim Imperial Cancer Research Fund in London und 1994 dessen Direktor. Im selben Jahr wurde er zum Direktor am Max-Planck-Institut für Molekulare Genetik in Berlin bestellt. 1997 bis 2001 war er Sprecher des Deutschen Humangenomprojekts der Human Genome Organisation. 1998 wurde er Honorarprofessor am Fachbereich Biochemie der Freien Universität Berlin sowie Mitglied des wissenschaftlichen Beirates des Deutschen Primatenzentrums in Göttingen. Im Jahr 2000 betätigte er sich als Fachgutachter der Deutschen Forschungsgemeinschaft im Fach Molekularbiologie und Vorsitzender des Fachbeirates des Deutschen Ressourcenzentrums für Genomforschung GmbH, Berlin. 2001 wurde er Mitglied im Steering Committee Biotechnologie Berlin-Brandenburg, Mitglied des Projektkomitees des Nationalen Genomforschungsnetzes NGFN und Mitglied des wissenschaftlichen Beirates des Österreichischen Genomforschungsprojektes GEN-AU. Er ist Co-Koordinator des IMI-Projekts OncoTrack.
Lehrach ist Mitherausgeber der Fachzeitschriften Human Genetics, Physiological Genomics, Genome Biology, Journal of Molecular Medicin und Neurodegenerative Diseases.
Er ist verheiratet und hat eine Tochter.

## Vorschläge zur COVID-19-Diagnostik
Einer Gruppe von Forschern um Hans Lehrach hat versprochen, eine Probe zu einem Bruchteil der bisherigen PCR-Tests anbieten zu können.